# Grasbrookpark
Der Grasbrookpark ist ein kleiner Quartierspark am Grasbrookhafen in der HafenCity im Bezirk Hamburg-Mitte. Er befindet sich im Quartier Am Sandtorpark/Grasbrook zwischen dem Überseequartier und den Marco-Polo-Terrassen. Angrenzende Straßen sind nördlich Am Grasbrookpark, westlich die Straße Großer Grasbrook, südlich die Hübenerstraße und östlich die San-Francisco-Straße. Durch den Bau der neuen U-Bahn-Linie 4, die direkt unter dem heutigen Park verläuft und dem U-Bahnhof Überseequartier wurde er ursprünglich als reiner Spielplatz auf einer wesentlich kleineren Fläche angelegt und so im Juni 2008 eröffnet. Diese Spielplatzlösung war nur übergangsweise, bis der Bau der U-Bahn fertiggestellt war und auch benachbarte Bauarbeiten einen Quartierspark mit wesentlich mehr Fläche möglich machten. Der heutige Grasbrookpark hat eine Fläche von etwa 7100 Quadratmetern, Zentrum des Parks ist der große Spielbereich für Kinder, viele Geräte wurden aus dem ehemaligen Spielplatz übernommen und in den neuen Grasbrookpark integriert. Eröffnet wurde er in seiner heutigen Form im August 2013. Ein Zugang zum Bahnhof befindet sich am östlichen Eingang des jetzigen Parks an der San-Francisco-Straße.

## Entwicklung
Der Spielplatz am Grasbrookhafen hatte ursprünglich eine Fläche von etwa 850 Quadratmetern und befand sich etwas weiter südlich, denn direkt unter dem heutigen Park verläuft die U-Bahn-Linie der neuen U4, deren Bau einige Jahre in Anspruch nahm. Und auch rund herum befanden sich noch viele Baustellen und einige Gebäude und Straßen waren noch nicht fertig. Anfangs befand sich auch der orange Aussichtsturm View-Point direkt am Spielplatz, er wurde inzwischen an seinen jetzigen Standort am Baakenhöft versetzt. Der Spielplatz wurde als Piratenspielplatz für Kinder in einem Alter ab drei Jahren angelegt. In direkter Nähe zur Elbe und dem Störtebeker-Denkmal in Sichtweite wurde die Ausstattung entsprechend angepasst. Ein großes Piratenschiff auf blauem Untergrund als ob es schwimmt war die Hauptattraktion, dazu viel Holz und Treibgut, Schaukeln und Klettergeräte. Der Spielplatz war komplett umzäunt, um Kinder und Besucher vor Verkehr und Baufahrzeugen zu schützen. Als die Bauarbeiten weiter vorangeschritten waren, die Linie U4 und der neue U-Bahnhof Überseequartier 2012 fertiggestellt und eröffnet wurden, entstand eine Freifläche von über 7000 Quadratmetern. Die Hübenerstraße erhielt nur auf der Südseite einen Bürgersteig und ein Teil der Straße Am Grasbrookpark wurde zu einem autofreien Durchgang für Fußgänger und befindet sich jetzt direkt am Park. Die Anwohner des Quartiers haben an der Planung des Parks intensiv mitgewirkt. Zu diesem Zweck initiierte die HafenCity Hamburg GmbH ein Beteiligungsverfahren mit Kindern der Katharinenschule und der Kindertagesstätte, ihren Eltern und weiteren Interessierten aus der Nachbarschaft. Es sollte ein Park für alle Generationen werden und allen künftigen Nutzern gerecht werden. Der Entwurf stammt vom Architektenbüro EMBT Arquitectes Associats aus Barcelona. Dieser wurde nach Auswertung der Wünsche aller an den Planungen beteiligten Nutzern nochmals überarbeitet und einiges konnte den Wünschen entsprechend umgesetzt werden. Mit einem großen Fest und Programm wurde der Grasbrookpark am 16. August 2013 feierlich eröffnet.

## Ausstattung
Den größten Teil der Parkfläche nimmt der Spielbereich ein. Das Hauptmaterial ist Holz. Das große Piratenschiff mit Ausguck und einem Wackel-Rettungsboot wurde in den neuen Park versetzt und befindet sich wie die meisten anderen Klettergeräte auf einer Sandfläche. Am östlichen Eingang beginnt der große Kletterwald aus Holzbalken, Hängebrücken, Kletternetzen und einem Baumhaus mit Rutsche. Zwischen dem Piratenschiff und dem Kletterwald befindet sich eine größere Fläche mit Holzbrücken, die in den Sommermonaten zum Wasserspielplatz wird. Besonders aufwendig war das Weidenlabyrinth, das vom Labyrinthbauer Frank Thimm und seinem Team in Handarbeit angelegt wurde – zum Klettern und Verstecken und im Sommer Schatten spendend. Am östlichen Eingang befinden sich zwei große Schaukeln an Holzbalken. Eine kleine Matschecke mit Wasserpumpe und mehrere kleine Wackeltiere sind im Park verteilt. Für kleinere Kinder gibt es im westlichen Teil eine Netzschaukel und Wippen sowie ein Trampolin für alle Altersklassen. Ein zentraler Weg führt durch die Mitte des Parks, an den Seiten der Sandflächen befinden sich viele geschwungene Bänke aus Holz mit seitlichen Ablagen für Getränke oder anderes. An der Südseite zur Hübenerstraße befinden sich Picknickplätze mit Tischen sowie eine Drehscheibe. Für Jugendliche und Erwachsene wurden einige Fitnessgeräte aufgestellt und Wippen im Boden installiert. Zur autofreien Straße Am Grasbrookpark wurde der Park geöffnet und auf einen Zaun verzichtet, dortige Anwohner wohnen jetzt direkt am Park. Zur Hübenerstraße wurden Zäune größtenteils durch Bäume und Bepflanzungen verdeckt. Rasenflächen und Bepflanzungen machen etwa 2000 Quadratmeter aus. Bei Eröffnung wurden etwa 60 Bäume gezählt, darunter Obst- und Zierobstbäume, Feldahorn, Blut-, Rot- und Hainbuchen, Säuleneichen und Zitterpappeln, Sträucher und diverse Pflanzen. Eine Hundewiese gibt es nicht. Öffentliche Toiletten befinden sich in etwa 100 m Entfernung an den Marco-Polo-Terrassen.

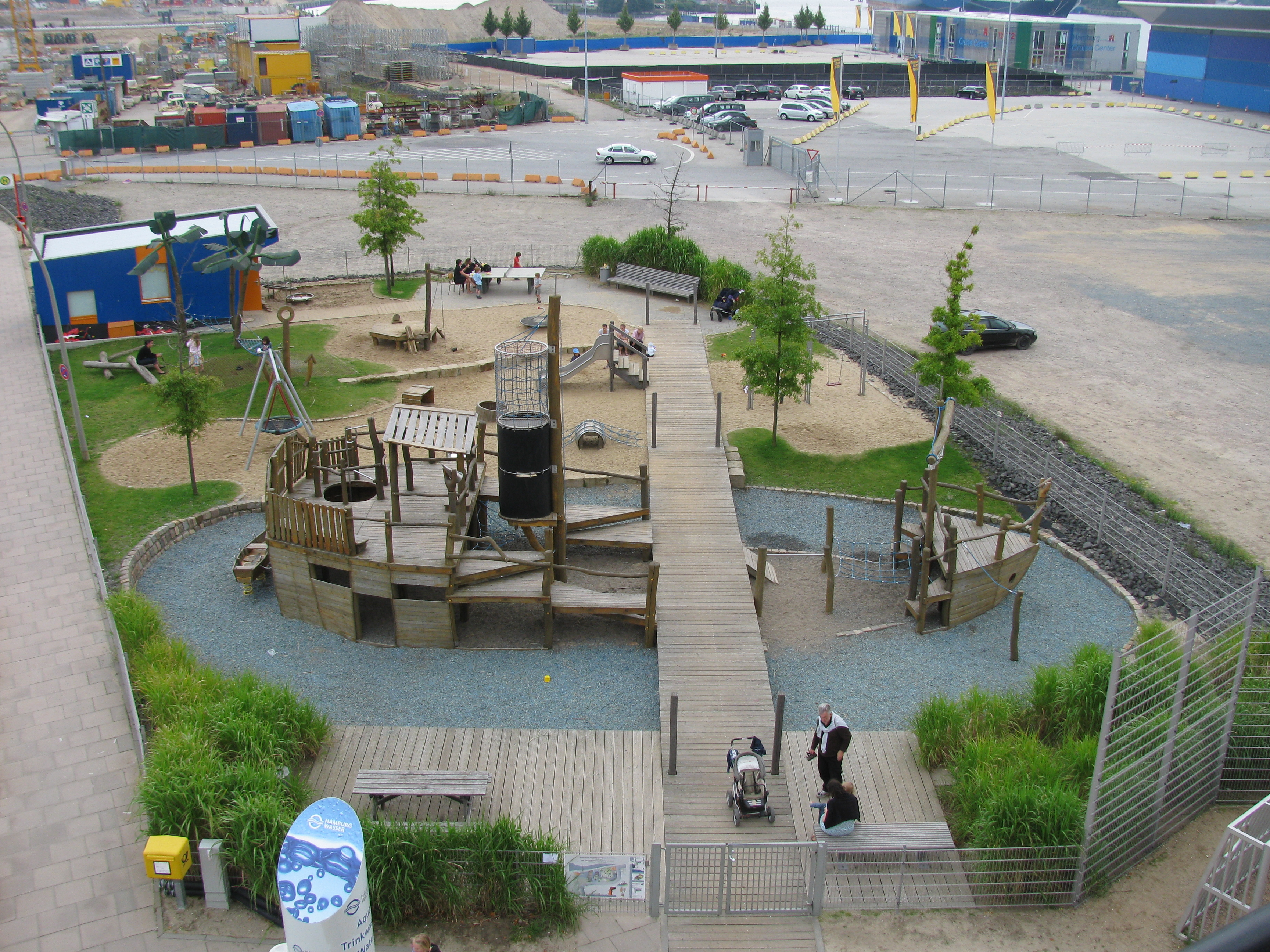
Temporärer Spielplatz vor dem Bau des Grasbrookparks
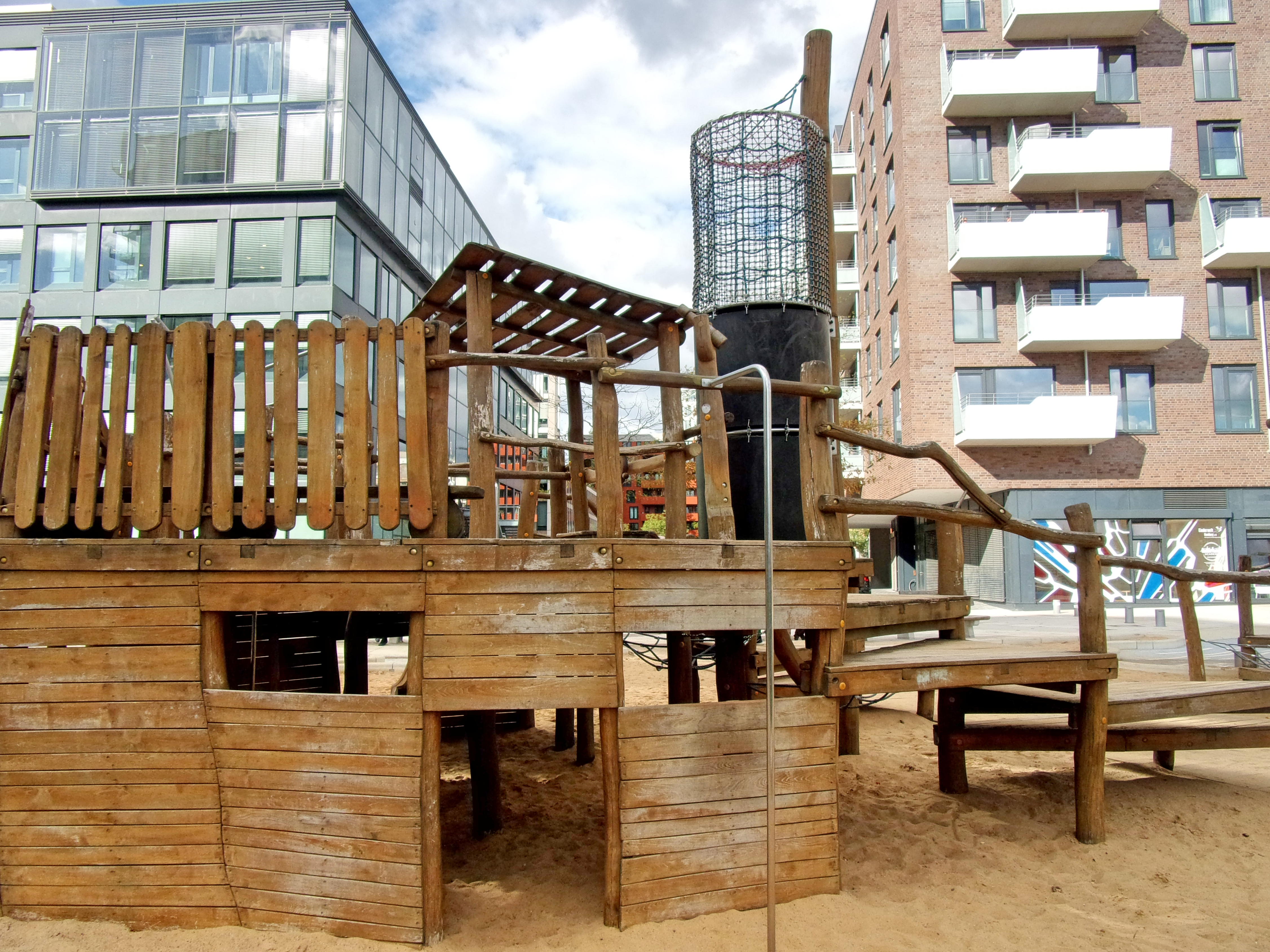
Piratenschiff aus Holz mit Ausguck
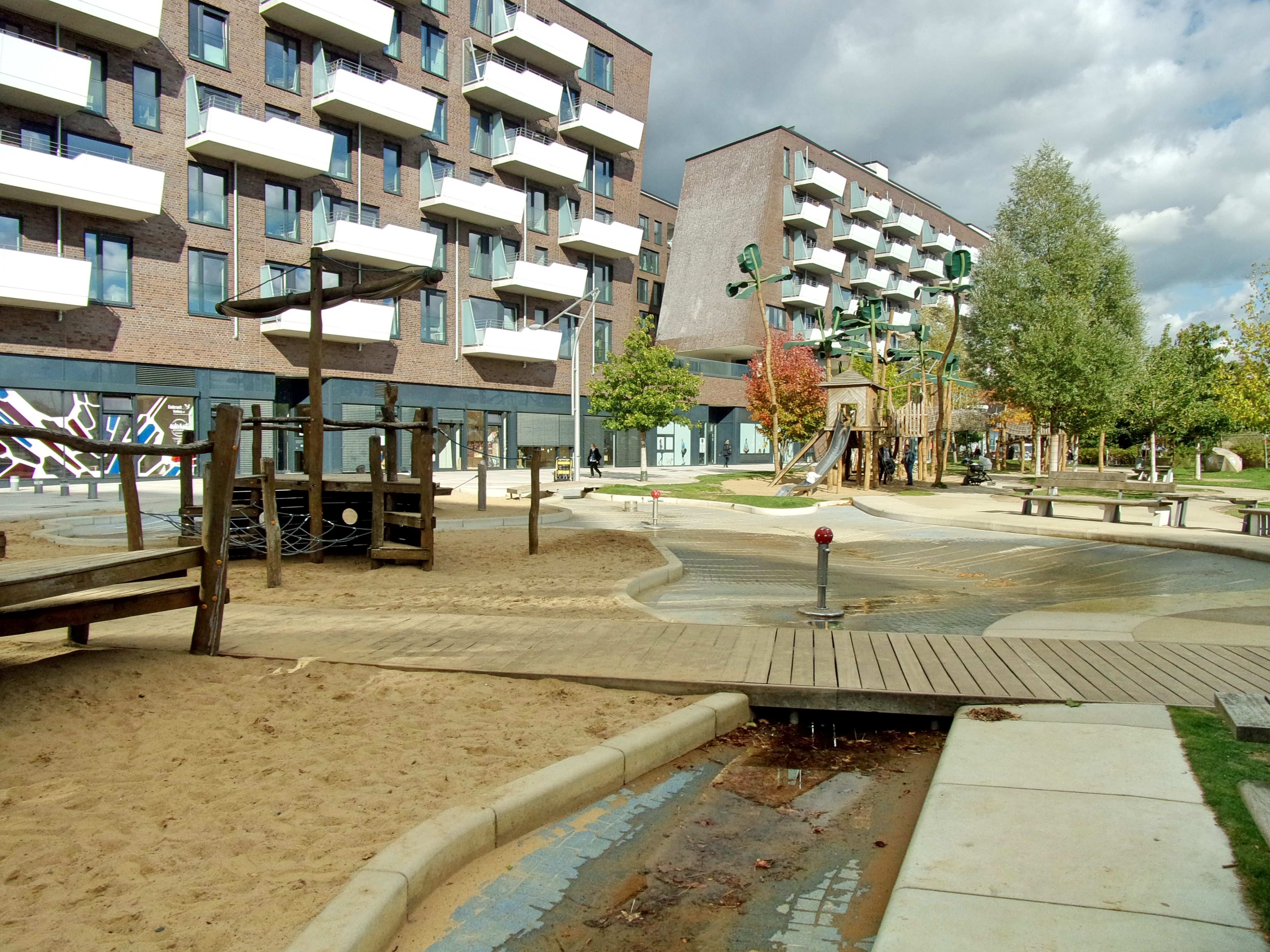
Wasserflächen im Sommer
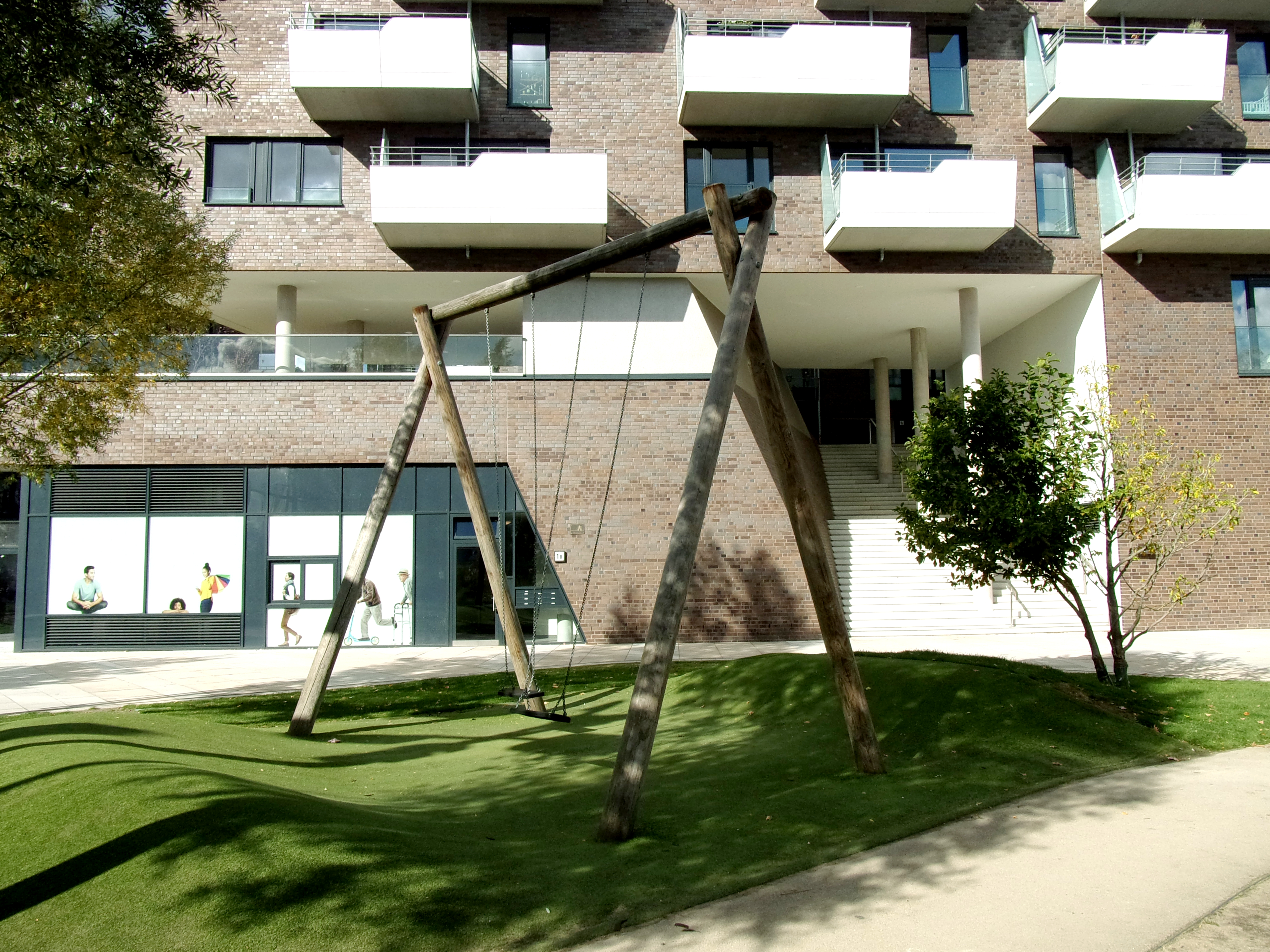
Wohnhäuser direkt am Park
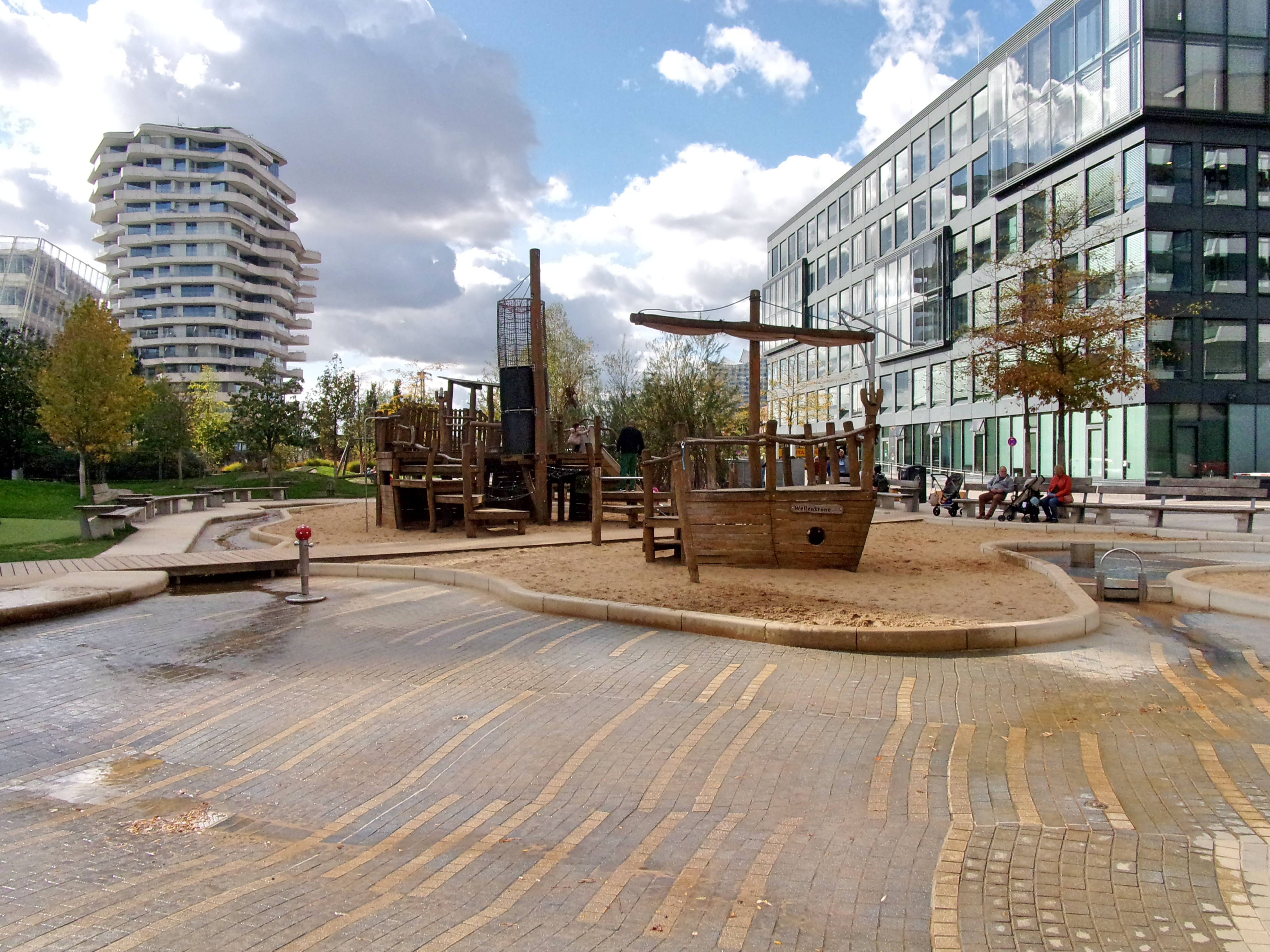
Wasserflächen rund um die Pirateninsel
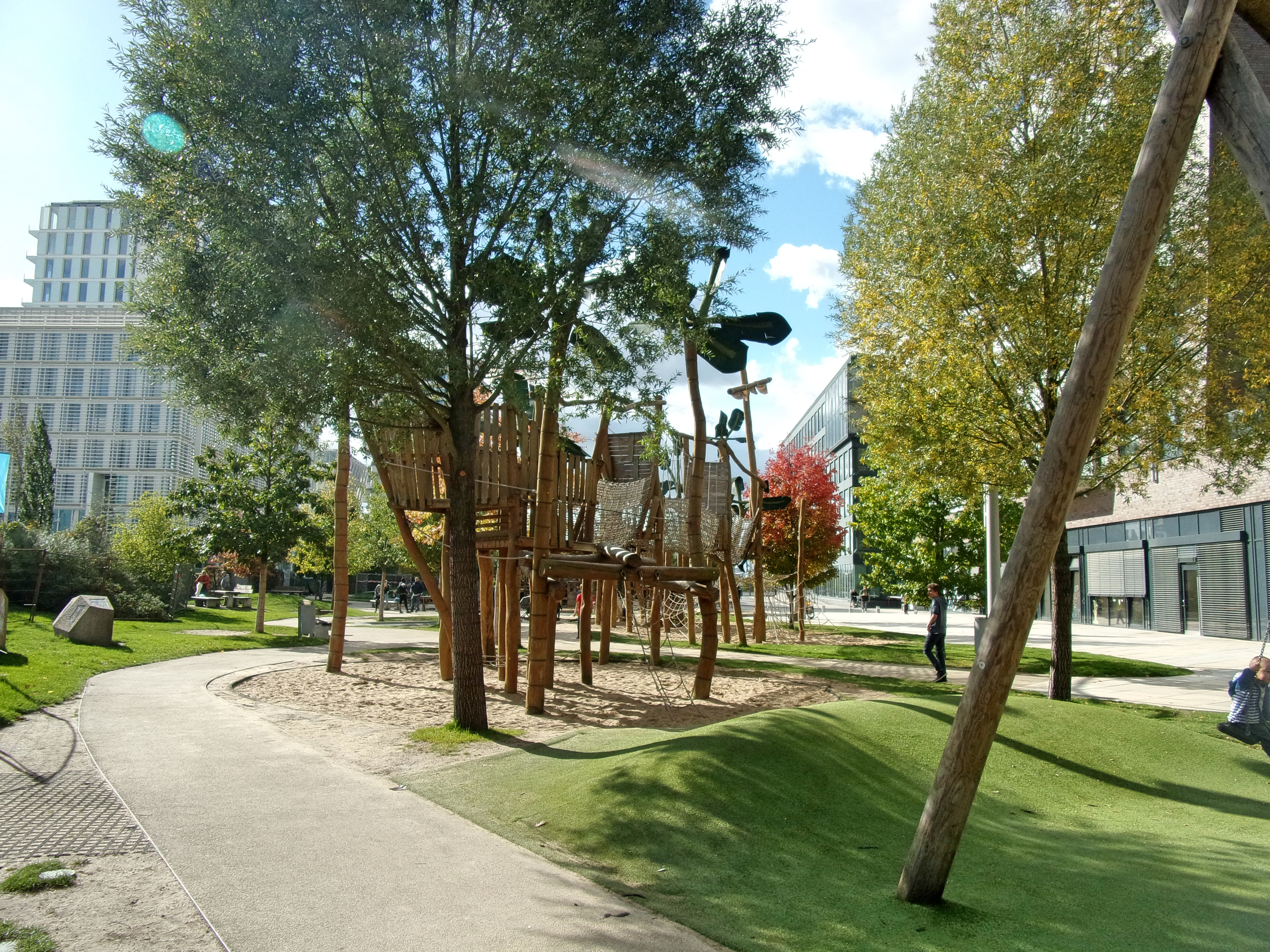
Kletterwald mit echten und künstlichen Bäumen

## Öffentlicher Nahverkehr
- Die U-Bahn-Haltestelle Überseequartier der Linie U4 befindet sich direkt am Park an der San-Francisco-Straße
- Buslinie 111, Haltestellen Marco-Polo-Terrassen und Überseequartier

## Sonstiges
Der Park wurde als Quartierspark für alle Bewohner und Besucher der HafenCity mit und ohne Kinder für Spiel und Freizeit geplant – zur Erholung und als Nachbarschaftstreff oder für die Mittagspause der Berufstätigen in benachbarten Firmen. Für das Jahr 2021 ist ein Gemeinschaftshaus in farbiger Schweden-Holzoptik geplant, das als Begegnungsstätte – aber auch von Gruppen und Vereinen genutzt werden kann und für Veranstaltungen zur Verfügung stehen soll.